# Les Cahiers rationalistes
Les Cahiers rationalistes sont une revue bimestrielle de l’Union rationaliste, organisation fondée en 1930 par le physicien français Paul Langevin. 

## Présentation
Destinée à défendre le rationalisme et la laïcité, elle étudie les problèmes de société,. 
Elle a une revue sœur, Raison présente.
Depuis 2018, son rédacteur en chef est Jean Devos.
Son comité de rédaction est constitué de : Michel Blay, Philippe Daigremont, Aliette Geistdoerfer, Jean-Pierre Kahane, Gerhardt Stenger.  
Son comité de lecture est constitué de : Guy Bruit, Jean-Philippe Catonné, Gérard Fussman, Yves Galifret, Gabriel Gohau, Bernard Graber.

## Photographies

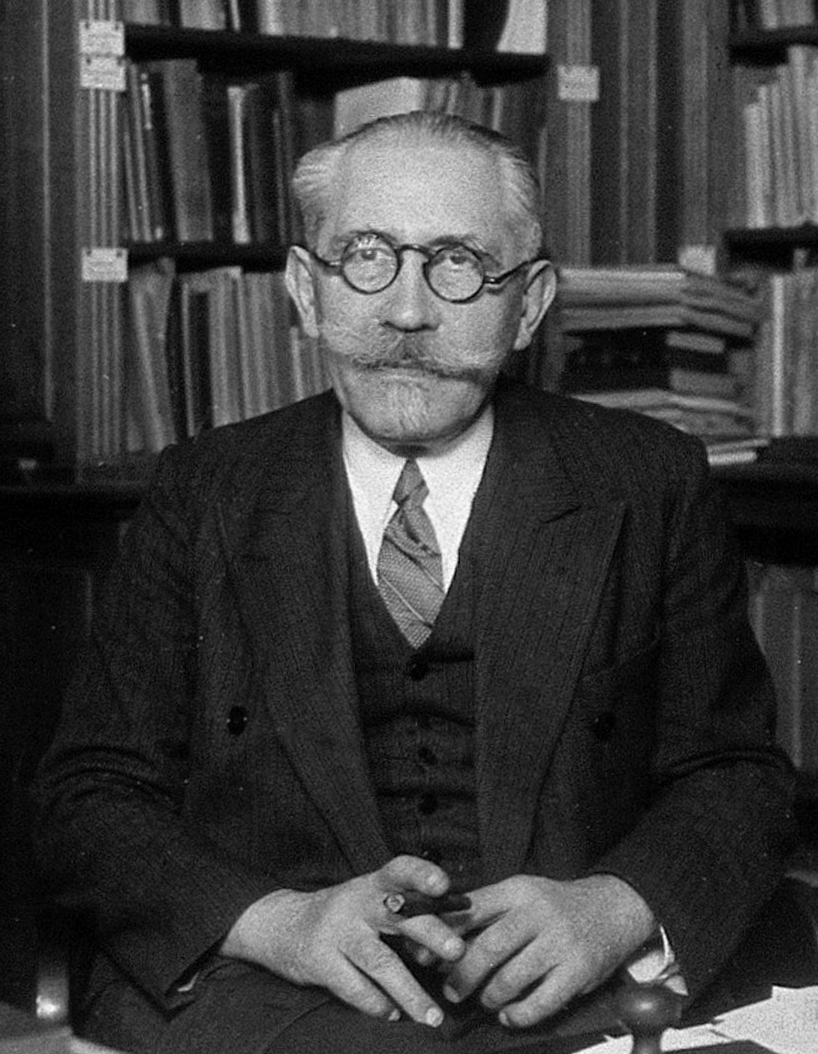
Paul Langevin, dans son bureau.
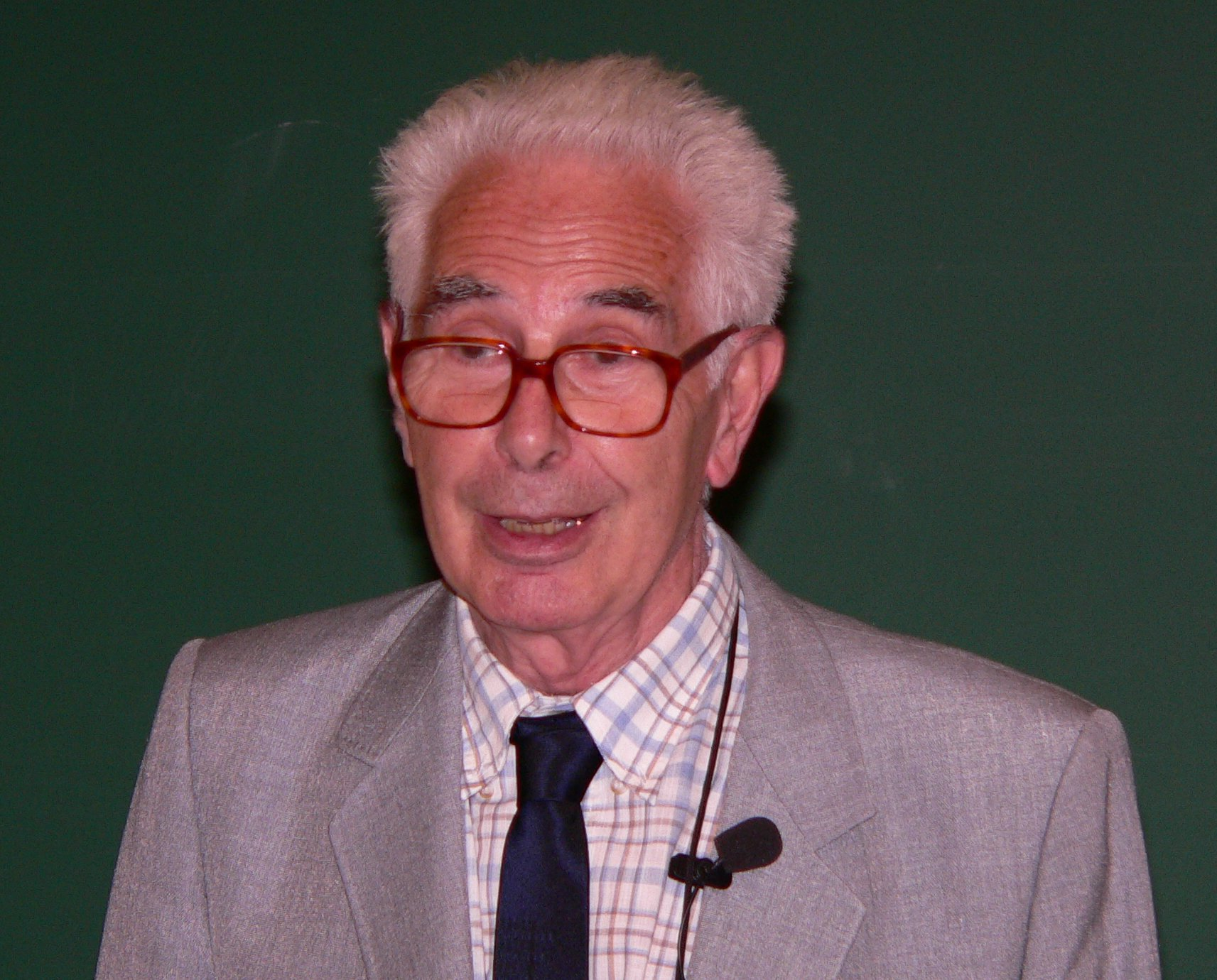
Jean-Pierre Kahane, en 2006.
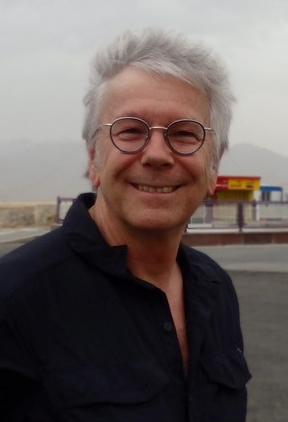
Gerhardt Stenger, en 2019.
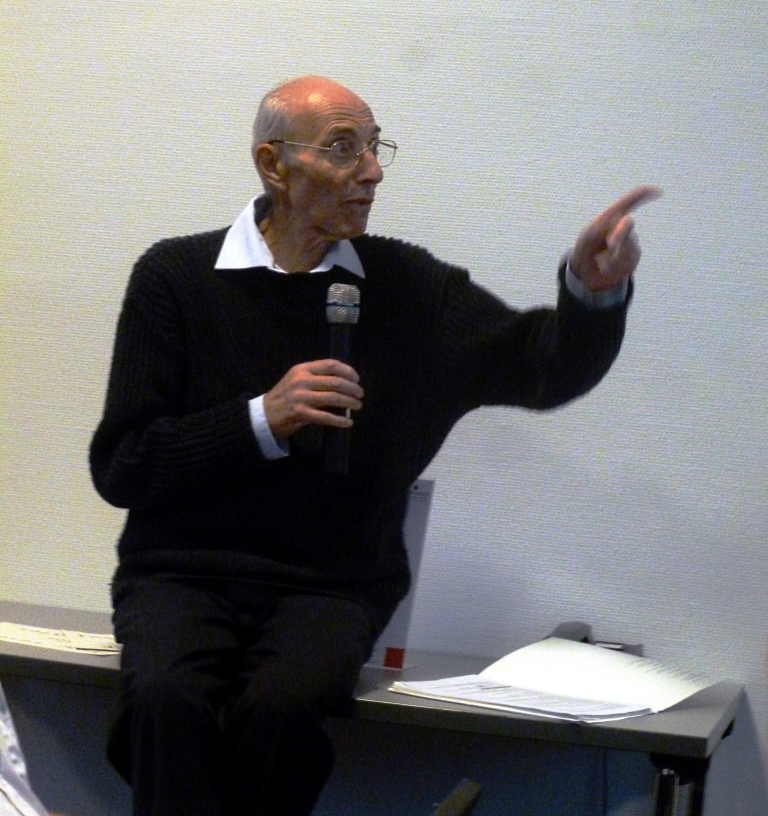
Gérard Fussman, en 2013.
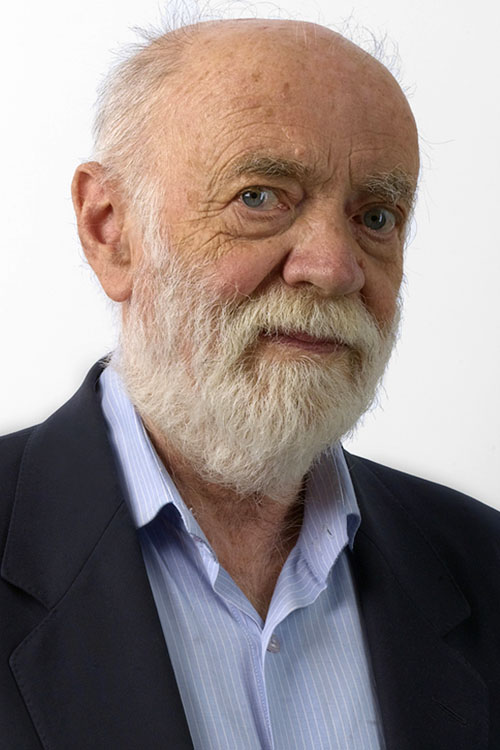
Gabriel Gohau, en 2010.